# Gowdihalli, Tumkur
Gowdihalli là một làng thuộc tehsil Tumkur, huyện Tumkur, bang Karnataka, Ấn Độ.